# Amata schoenerrhi
Amata schoenerrhi là một loài bướm đêm thuộc phân họ Arctiinae, họ Erebidae.